# Hochmittelalterliche „Renaissance“

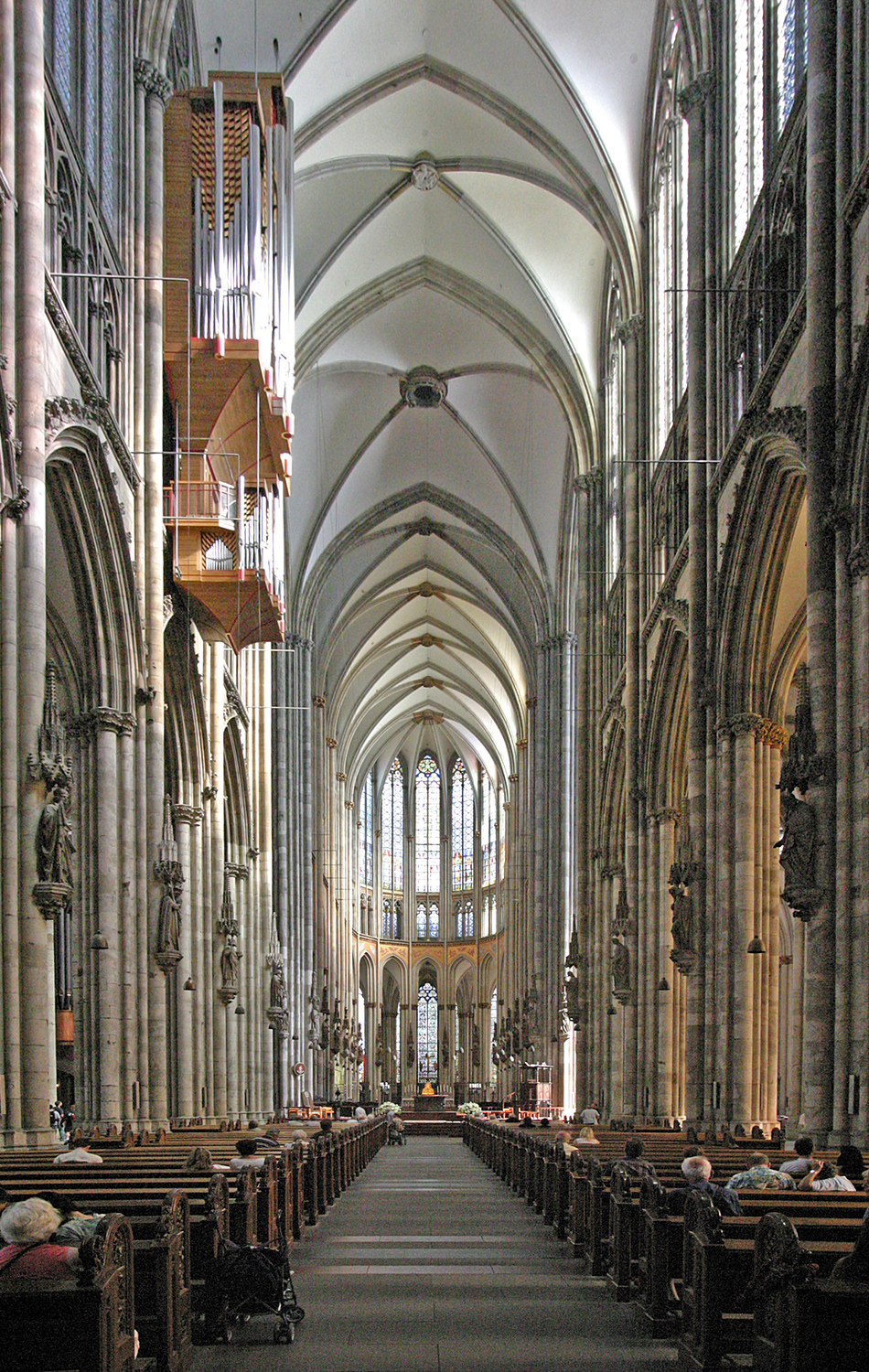
Neuere technische Entwicklungen erlaubten die Herausbildung des gotischen Baustils

Die Renaissance des 12. Jahrhunderts war ein Zeitabschnitt des Hochmittelalters, der von großen Veränderungen sozialer, politischer und wirtschaftlicher Art geprägt war. Damit einher ging eine in Philosophie und Wissenschaften verwurzelte intellektuelle Wiederbelebung Europas. Diese Veränderungen ebneten den Weg für die eigentliche Renaissance, die im Laufe des 14. Jahrhunderts in Italien ihren Anfang nahm.

## Begriffsgeschichte

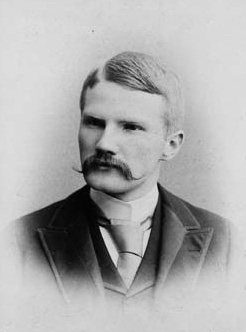
Charles Homer Haskins, Pionier der Forschung zur hochmittelalterlichen „Renaissance“

Der Mediävist Charles Homer Haskins war der erste Historiker, der ausführlich über eine „Renaissance“ schrieb, die um 1070 begonnen und das Hochmittelalter eingeläutet habe. 1927 schrieb er:

„The 12th century in Europe was in many respects an age of fresh and vigorous life. The epoch of the Crusades, of the rise of towns, and of the earliest bureaucratic states of the West, it saw the culmination of Romanesque art and the beginnings of Gothic; the emergence of the vernacular literatures; the revival of the Latin classics and of Latin poetry and Roman law; the recovery of Greek science, with its Arabic additions, and of much of Greek philosophy; and the origin of the first European universities. The twelfth century left its signature on higher education, on the scholastic philosophy, on European systems of law, on architecture and sculpture, on the liturgical drama, on Latin and vernacular poetry […]“

„Das 12. Jahrhundert in Europa war in vielerlei Hinsicht ein blühendes und lebhaftes Zeitalter. In diese Epoche der Kreuzzüge, des Aufstiegs der Städte und der frühesten bürokratischen Staaten des Westens fielen der Höhepunkt der Romanik, die Anfänge der Gotik, die Ausbreitung volkssprachlicher Literatur, das Wiedererstehen der lateinischen Klassiker, Dichtung und des römischen Rechts, die Rückbesinnung auf die griechischen Wissenschaften mit ihren arabischen Beimengungen sowie ein Gutteil der griechischen Philosophie und die Entstehung der ersten europäischen Universitäten. Das 12. Jahrhundert prägte die höhere Bildung, die Scholastik, die europäischen Rechtssysteme, Architektur, Bildhauerei, das liturgische Spiel, die lateinische und volkssprachliche Dichtung […]“

## Die Renaissance des 12. Jahrhunderts

### Wirtschaft

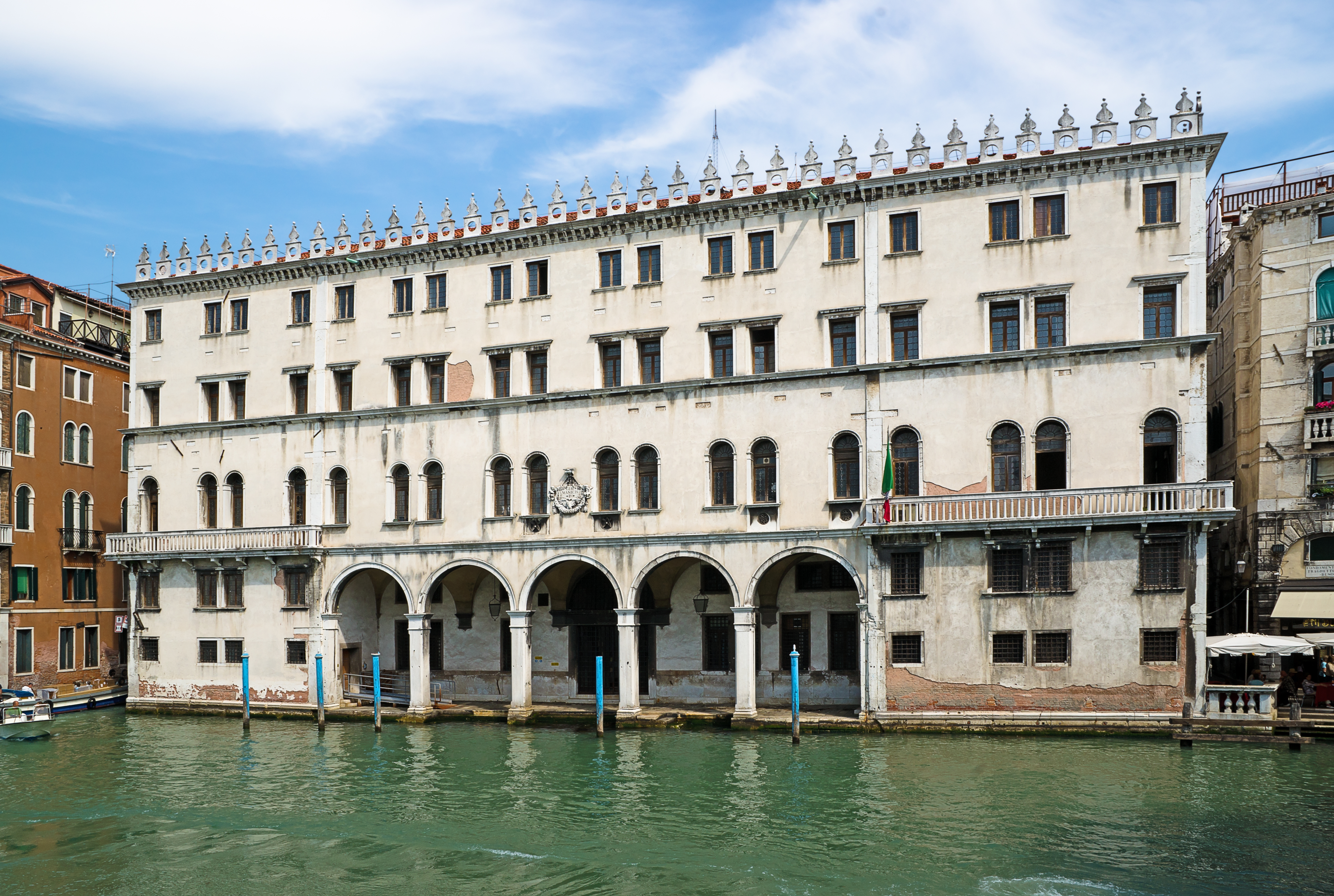
Über das Fondaco dei Tedeschi (Haus der Deutschen) war die Wirtschaftsmacht Venedig mit dem Norden verbunden

In Nordeuropa entwickelte sich ab dem 12. Jahrhundert nach der Gründung Lübecks der Städtebund der Düdeschen Hanse. Viele Städte innerhalb des Heiligen Römischen Reiches wie Hamburg, Stettin, Bremen und Rostock, aber auch außerhalb, wie Wisby (Gotland) und Reval (Estland) wurden zu Hansestädten. Gleichzeitig begannen die Deutschen mit der Ostsiedlung, aus der später Preußen und Schlesien entstanden.
In Südeuropa waren die italienischen Seerepubliken Venedig, Genua und Pisa die herausragenden Handelsmächte, aber z. B. auch Marseille (Provence) oder Barcelona (Fürstentum Katalonien) profitierten vom Levantehandel.
Die Verbreitung des Bankwesens ist hauptsächlich mit der Geldwirtschaft der „Lombarden“ verbunden. Bedeutende Waren- und Finanzmärkte waren die Messen in der Champagne und die Städte in Flandern. Besonders Brügge wurde zum „Stapel der Christenheit“.

### Wissenschaft

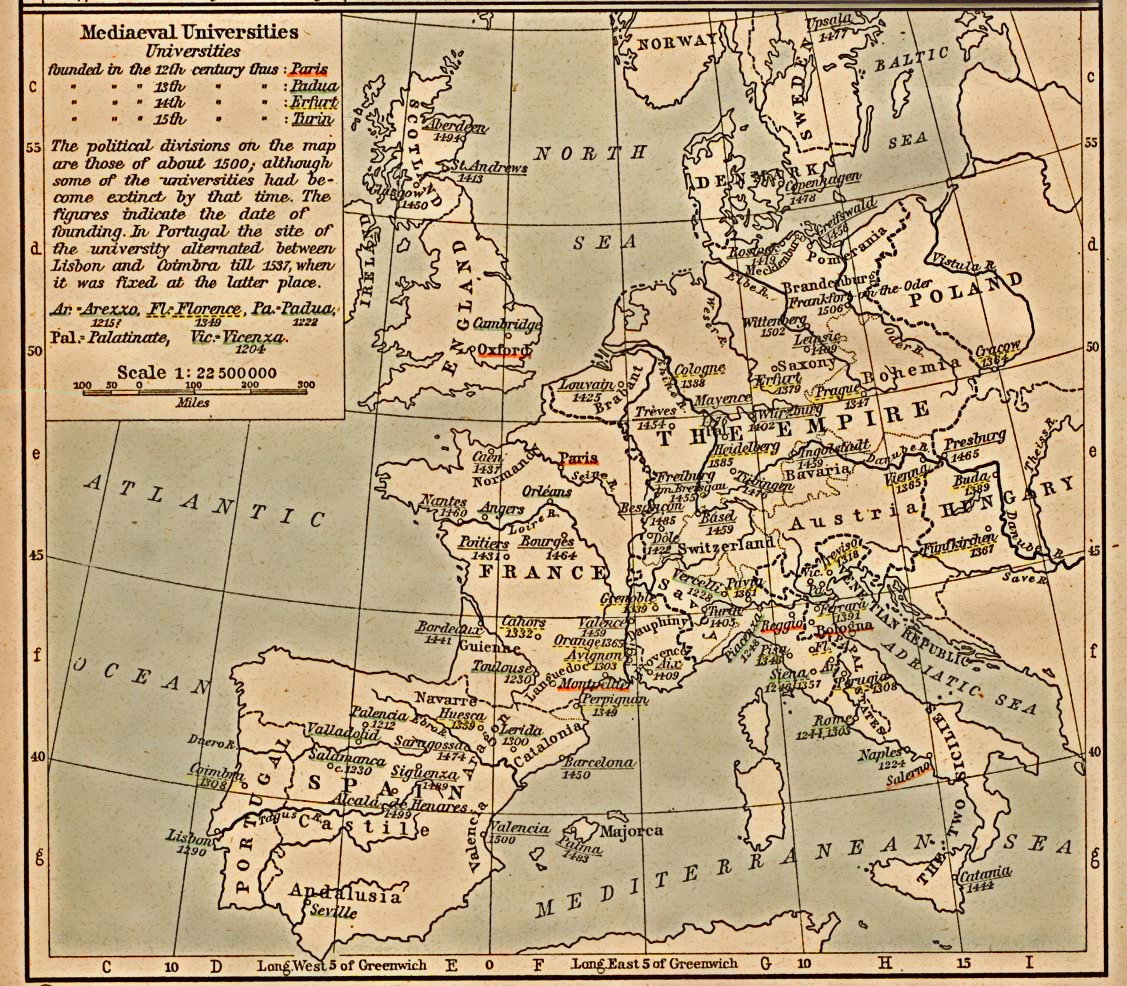
Mittelalterliche Universitäten

Die philosophischen und wissenschaftliche Lehren des Frühmittelalters basierten im Wesentlichen auf einigen wenigen Exemplaren altgriechischer Texte nebst Kommentaren, die nach dem Zusammenbruch des Weströmischen Reiches in Westeuropa erhalten geblieben waren. Europa hatte weitgehend die Verbindung zum Wissen der Antike verloren. Dies änderte sich während der Renaissance des 12. Jahrhunderts. Der zunehmende Kontakt mit der islamischen Welt in Andalusien und Sizilien sowie durch Kreuzzüge und Reconquista einerseits, mit Byzanz andererseits, gab den Europäern auch Zugang zu den Werken griechischer und arabischer Philosophen und Wissenschaftler wie Aristoteles, Euklid, Ptolemäus, Plotin, Avicenna und anderen. Die Entstehung von Universitäten förderte die Übersetzung und Verbreitung dieser Texte.

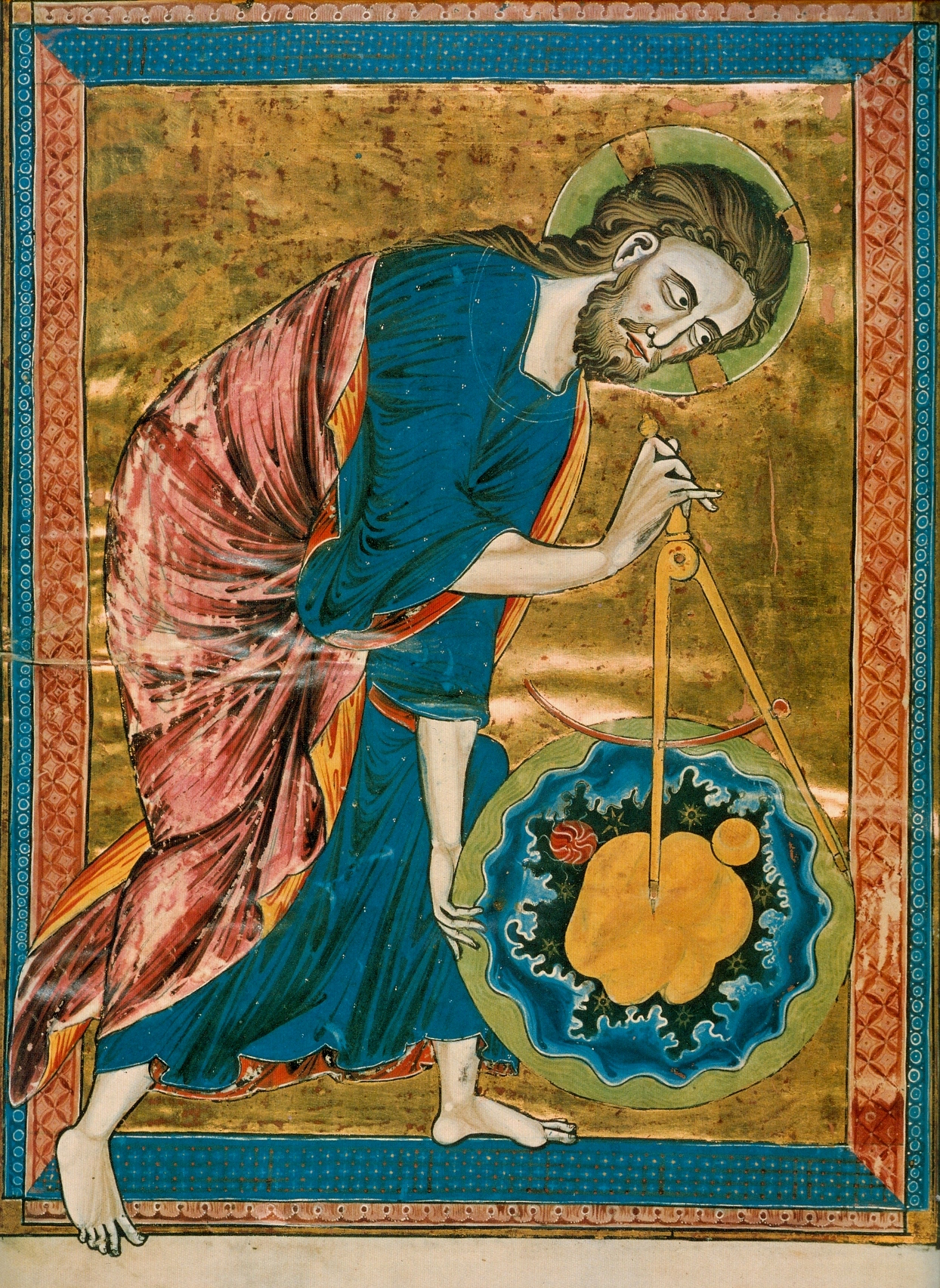
Mittelalterliche Forscher versuchten geometrische und harmonische Prinzipien zu erkennen, nach denen Gott das Universum erschuf.

Gegen Anfang des 13. Jahrhunderts lagen recht genaue lateinische Übersetzungen der wichtigsten Werke fast aller bedeutenden Autoren der Antike vor. Dadurch kam ein verlässlicher Austausch wissenschaftlicher Ideen zustande, der sowohl von Universitäten als auch Klöstern geleistet wurde. Zu diesem Zeitpunkt erweiterten Scholastiker wie Robert Grosseteste, Roger Bacon, Albertus Magnus und Duns Scotus die naturwissenschaftlichen Erkenntnisse dieser Texte. Grossetestes Einsatz der Mathematik als Weg zum Verstehen der Natur kann bereits als ein Vorläufer wissenschaftlicher Methodik angesehen werden.